# Bandera de percha

Bandera de percha - Recuerdo de Jura civil

La bandera de percha o de mochila en España era aquella que entre mediados del siglo XIX, aproximadamente hacia 1860, y principios del siglo XX, coincidiendo con los reinados de Alfonso XII y Alfonso XIII, de acuerdo con la Real Orden del 12 de diciembre de 1904, se fijó como prenda reglamentaria para todos los «Cuerpos del Ejército» por lo que se le entregaba a cada soldado, utilizándose como manta y para tapar las pertenencias del soldado depositadas sobre la percha o repisa del dormitorio, cuando aún no se conocían las taquillas o estaban de campamento.
Inicialmente era de tela tosca, de color rojo, al que posteriormente se añadieron los colores en sentido vertical de la enseña nacional; no tenía vaina y algunas veces tenían unos cordones o cuerdas en los extremos para poder ser amarrada. En campaña, la bandera se llevaba guardada en la mochila y se empleaba para que las tropas de retaguardia pudieran identificar a sus propios compañeros de avanzadilla y también para señalizar la toma de un objetivo, como señal de identificación entre las unidades que combatían próximas y para alertar a las unidades de los flancos y a la artillería propia.
Cuando el soldado se licenciaba, se la quedaba como recuerdo de su vida militar, siendo costumbre muy generalizada que la familia del licenciado colgara en alguna ventana o balcón de su casa la bandera del recién llegado, indicando así a sus vecinos que su hijo o hermano había cumplido con su obligación y regresado felizmente. Esta bandera engalanó las casas de los pueblos y ciudades españolas los días festivos, permaneciendo todavía esta tradición en muchos hogares españoles.
Si el soldado moría durante la campaña, y al no poder repatriarlo, se le enterraba cubriendo su rostro con su propia bandera de España, como homenaje, y algo que facilitaba identificar un cuerpo como español, en caso de poder trasladar los restos posteriormente a un cementerio.
Solían llevar el Escudo Nacional y el nombre de la Unidad colocado en paralelo a las franjas. Empezó a ser parte de la dotación del soldado del Ejército expedicionario a África y fueron estas tropas las que compusieron para esta bandera diversas canciones, con un cierto aire de romanticismo, muy conocidas en el cancionero popular militar.
Una de ellas, a ritmo de pasodoble empieza así:
Banderita tu eres roja, banderita tu eres gualda...
y terminaba diciendo: 
El día que yo me muera si estoy lejos de mi Patria
 
solo quiero que me cubran con la Bandera de España .

## Actualidad
La bandera de mochila se había dejado de usar por el Ejército español en el año 1927, pero en los últimos años, desde 1990, se ha recuperado la antigua tradición de la entrega de Bandera de Percha en algunas unidades a los soldados tras la Jura de Bandera y, de modo generalizado y desde 2010, a todo el personal de nueva incorporación a las academias militares, como símbolo de pertenencia a las mismas.
Así mismo, se suele entregar al personal civil que realiza la jura de bandera, como recuerdo conmemorativo del acto.

Ejemplos de banderas de percha empleadas en la actualidad
Mando de Artillería Antiaérea
Regimiento de Artillería Antiaérea 94
Op. Apoyo a Turquía (20ª rotación)
Op. Apoyo a Estonia (1ª rotación)